# Pike Creek Valley
Pike Creek Valley es un lugar designado por el censo ubicado en el condado de New Castle en el estado estadounidense de Delaware. En el año 2010 tenía una población de 11,217 habitantes.

## Geografía
Pike Creek Valley se encuentra ubicado en las coordenadas 39°43′38.41″N 75°41′51.85″O / 39.7273361, -75.6977361.